# Pic de Tossal Mercader
El Pic de Tossal Mercader és una muntanya de 2.543,4 m d'altitud situada al Massís del Carlit, en el límit dels termes comunals de Portè, de la comarca de l'Alta Cerdanya, a la Catalunya del Nord, i de l'Ospitalet, del parçan del Sabartès, pertanyent al País de Foix.
Està situat a la zona nord-oest del terme comunal de Portè i al sud del de l'Ospitalet. És damunt i al sud de la població de l'Ospitalet, a prop al sud-oest del Pic de Querforc.
És destí freqüent de moltes de les rutes d'excursionisme, d'esquí de muntanya o de Bicicleta Tot Terreny del Massís del Carlit.